# Vjerka Szergyucska-diszkográfia
Vjerka Szergyucska (Andrij Danilko) ukrán énekes négy stúdióalbumot, hét soundtrack albumot, öt válogatásalbumot és két extended play-t adott ki.

## Albumok

### Stúdióalbumok
| Cím           | Az album részletei                                                                                             | Tanúsítványok           |
| ------------- | --- | ----------------------- |
| Ha-ra-so!     | - Megjelenés: 2003 - Címke: Mamamusic - Formátum: CD, kazetta, digitális letöltés                              | - IFPI Ukraine: gyémánt |
| Csita Drita   | - Megjelenés: 2003 - Kiadó: Mamamusic, Gramophone Records - Formátum: CD, kazetta, digitális letöltés          |                         |
| Tralli-Valli  | - Megjelenés: 2006 - Kiadó: Mamamusic, Soyuz, Teatr Danilko - Formátum: CD, kazetta, digitális letöltés        |                         |
| Doremi Doredo | - Megjelenés: 2008. július 8 - Kiadó: Mamamusic, Kvadro-Disk, Teatr Danilko - Formátum: CD, digitális letöltés |                         |

### EP-k
| Cím                      | Az album részletei                                                                 |
| ------------------------ | ---------------------------------------------------------------------------------- |
| Ja rozsgyena dlja ljubvi | - Megjelenés: 1998. március 30 - Kiadó: Nova Records - Formátum: kazetta           |
| Sexy                     | - Megjelenés: 2020. szeptember 4 - Címke: Mamamusic - Formátum: Digitális letöltés |

### Összeállítási albumok
| Cím                                               | Az album részletei                                                               | Csúcspozíciók a slágerlistákon |
| Cím                                               | Az album részletei                                                               | FRA                            |
| ------------------------------------------------- | -------------------------------------------------------------------------------- | ------------------------------ |
| Nyeizdannoje                                      | - Megjelenés: 2002 - Címke: NAC, Mamamusic - Formátum: CD, kazetta               | —                              |
| Zsenyiha hotyela. Nyeizdannoje                    | - Megjelenés: 2004 - Kiadó: Mamamusic, Studiya "Monolit" - Formátum: CD, kazetta | —                              |
| Dancing Europe                                    | - Megjelenés: 2007 - Címke: Universal Licensing Music - Formátum: CD             | 105                            |
| The Best                                          | - Megjelenés: 2008 - Kiadó: Mamamusic, Kvadro-Disk, Teatr Danilko - Formátum: CD | —                              |
| Vsijo bugyet horoso (The Best of Verka Serduchka) | - Megjelenés: 2017. május 5 - Címke: Mamamusic - Formátum: Digitális letöltés    | —                              |

### Soundtrack albumok
| Cím                                                     | Az album részletei                                                                 |
| ------------------------------------------------------- | ---------------------------------------------------------------------------------- |
| Vecsera na hutore bliz Gyikanyki                        | - Megjelenés: 2001 - Kiadó: Volia Music - Formátum: CD, kazetta                    |
| Pesznyi iz filma Zoluska                                | - Megjelenés: 2002 - Kiadó: Silver Records, JRC - Formátum: kazetta, CD            |
| Novogodnyaja muzikalnaja szkazka "Sznezhnyaja Koroleva" | - Megjelenés: 2003 - Kiadó: АРС Records - Formátum: CD, kazetta                    |
| Peszni iz filma Bezumnij gyen, ili Zsenyityba Figaro    | - Megjelenés: 2003. december 25. - Címke: Kvadro-Disk, JRC - Formátum: CD, kazetta |
| Za dvumja zajcami                                       | - Megjelenés: 2004 - Címke: Mamamusic - Formátum: CD, kazetta                      |
| Pesnyi iz filma "Szorocsinszkaja Jarmarka"              | - Megjelenés: 2004 - Címke: Mamamusic - Formátum: CD, kazetta                      |
| Spy (Original Motion Kép hangsáv)                       | - Megjelenés: 2015. május 25. - Címke: Milan - Formátum: CD, digitális letöltés    |

### Instrumentális albumok
| Cím                                    | Az album részletei                                            |
| -------------------------------------- | ------------------------------------------------------------- |
| Poszle Tyebja... (mint Andrey Danilko) | - Megjelenés: 2005 - Címke: Mamamusic - Formátum: CD, kazetta |

## Egyedüli pályafutás

### Vezető művészként
| Cím                                                                                                | Év   | Csúcspozíciók a slágerlistákon | Csúcspozíciók a slágerlistákon | Csúcspozíciók a slágerlistákon | Csúcspozíciók a slágerlistákon | Csúcspozíciók a slágerlistákon | Csúcspozíciók a slágerlistákon | Csúcspozíciók a slágerlistákon | Csúcspozíciók a slágerlistákon | Csúcspozíciók a slágerlistákon | Csúcspozíciók a slágerlistákon | Csúcspozíciók a slágerlistákon | Album                           |
| Cím                                                                                                | Év   | UKR                            | AUT                            | CIS                            | FIN                            | FRA                            | GER                            | IRE                            | RUS                            | SWE                            | SWI                            | UK                             | Album                           |
| -------------------------------------------------------------------------------------------------- | ---- | ------------------------------ | ------------------------------ | ------------------------------ | ------------------------------ | ------------------------------ | ------------------------------ | ------------------------------ | ------------------------------ | ------------------------------ | ------------------------------ | ------------------------------ | ------------------------------- |
| "Novogodnyaja"                                                                                     | 2003 | —                              | —                              | 1                              | —                              | —                              | —                              | —                              | 71                             | —                              | —                              | —                              | Chita Drita                     |
| "Szumaszsedsaja szemejka" (Alla Pugacsova előadásában)                                             | 2004 | —                              | —                              | 11                             | —                              | —                              | —                              | —                              | —                              | —                              | —                              | —                              | Za dvumya zaytsami              |
| "Zsenyiha hotyela" (Gljukoza előadásában)                                                          | 2004 | —                              | —                              | 1                              | —                              | —                              | —                              | —                              | —                              | —                              | —                              | —                              | Zhenikha khotela. Neizdannoye   |
| "Tuk, tuk, tuk"                                                                                    | 2004 | —                              | —                              | 92                             | —                              | —                              | —                              | —                              | —                              | —                              | —                              | —                              | Chita Drita                     |
| "Jolki"                                                                                            | 2004 | —                              | —                              | 9                              | —                              | —                              | —                              | —                              | —                              | —                              | —                              | —                              | Chita Drita                     |
| "Ja popala na ljubov"                                                                              | 2005 | —                              | —                              | 62                             | —                              | —                              | —                              | —                              | —                              | —                              | —                              | —                              | Chita Drita                     |
| "Szama szebe"                                                                                      | 2005 | —                              | —                              | 99                             | —                              | —                              | —                              | —                              | —                              | —                              | —                              | —                              | Tralli-Valli                    |
| "Tralli-Valli"                                                                                     | 2005 | —                              | —                              | 17                             | —                              | —                              | —                              | —                              | —                              | —                              | —                              | —                              | Tralli-Valli                    |
| "Horoso kraszavicam"                                                                               | 2006 | —                              | —                              | 23                             | —                              | —                              | —                              | —                              | —                              | —                              | —                              | —                              | Tralli-Valli                    |
| "A ja szmejusz"                                                                                    | 2006 | —                              | —                              | 95                             | —                              | —                              | —                              | —                              | —                              | —                              | —                              | —                              | Tralli-Valli                    |
| "Beri vszjo"                                                                                       | 2006 | —                              | —                              | 69                             | —                              | —                              | —                              | —                              | —                              | —                              | —                              | —                              | Tralli-Valli                    |
| "Dancing Lasha Tumbai"                                                                             | 2007 | —                              | 49                             | 110                            | 2                              | 6                              | 74                             | 31                             | —                              | 6                              | 53                             | 28                             | Doremi Doredo                   |
| "Kiss, please"                                                                                     | 2008 | —                              | —                              | 119                            | —                              | —                              | —                              | —                              | —                              | —                              | —                              | —                              | Doremi Doredo                   |
| "Doremi"                                                                                           | 2008 | —                              | —                              | 76                             | —                              | —                              | —                              | —                              | —                              | —                              | —                              | —                              | Doremi Doredo                   |
| "Evro Vision Queen"                                                                                | 2008 | —                              | —                              | 237                            | —                              | —                              | —                              | —                              | —                              | —                              | —                              | —                              | Doremi Doredo                   |
| "Letyi na szvet" (EL Kravcsuk előadásában)                                                         | 2008 | —                              | —                              | 49                             | —                              | —                              | —                              | —                              | —                              | —                              | —                              | —                              | Na oblakah                      |
| "Dolcse Gabbana"                                                                                   | 2010 | 27                             | —                              | 12                             | —                              | —                              | —                              | —                              | 20                             | —                              | —                              | —                              | Nem albumhoz tartozó kislemezek |
| "Szmajlik"                                                                                         | 2011 | 2                              | —                              | 14                             | —                              | —                              | —                              | —                              | 22                             | —                              | —                              | —                              |                                 |
| "#switter"                                                                                         | 2012 | 6                              | —                              | 14                             | —                              | —                              | —                              | —                              | 33                             | —                              | —                              | —                              |                                 |
| "Gidropark"                                                                                        | 2014 | 44                             | —                              | 159                            | —                              | —                              | —                              | —                              | —                              | —                              | —                              | —                              |                                 |
| "Make It Rain Champagne"                                                                           | 2019 | 7                              | —                              | 98                             | —                              | —                              | —                              | —                              | —                              | —                              | —                              | —                              | Sexy                            |
| "Swedish Lullaby"                                                                                  | 2020 | 56                             | —                              | —                              | —                              | —                              | —                              | —                              | —                              | —                              | —                              | —                              | Sexy                            |
| "Wild Christmas"                                                                                   | 2021 | 73                             | —                              | —                              | —                              | —                              | —                              | —                              | —                              | —                              | —                              | —                              | Nem albumhoz tartozó kislemezek |
| "Je propozicija"                                                                                   | 2022 | —                              | —                              | —                              | —                              | —                              | —                              | —                              | —                              | —                              | —                              | —                              | Nem albumhoz tartozó kislemezek |
| "—" olyan felvételt jelöl, amely nem szerepelt a listákon, vagy nem jelent meg az adott országban. |      |                                |                                |                                |                                |                                |                                |                                |                                |                                |                                |                                |                                 |

### Mint kiemelt művész
| Cím                                                              | Év   | Csúcspozíciók a slágerlistákon |
| Cím                                                              | Év   | UKR                            |
| ---------------------------------------------------------------- | ---- | ------------------------------ |
| "#Moszkal_nekraszivij (Hety z Ukrajini)" ( Jerry Heilel közösen) | 2022 | 15                             |

## Zenei videók
| Cím                                        | Év   | Rendező                      | Hivatkozás |
| ------------------------------------------ | ---- | ---------------------------- | ---------- |
| "Po chut-cut"                              | 1998 | Vyacheslav Feofilaktov       | [ 22 ]     |
| "Kontolyor"                                | 1999 | Unknown                      | [ 23 ]     |
| "Pirozhok"                                 | 2001 | Vladimir Yakimenko           | [ 24 ]     |
| "Hop-hop"                                  | 2001 | Maxim Papernik               | [ 25 ]     |
| "Vera plus Misha" (with Mikhaylo Poplasky) | 2001 | Unknown                      | [ 26 ]     |
| "Vsyo budet khorosho"                      | 2003 | Maxim Papernik               | [ 27 ]     |
| "Chita-drita"                              | 2003 | Semyon Gorov                 | [ 28 ]     |
| "Tuk, tuk, tuk"                            | 2004 | Semyon Gorov                 | [ 29 ]     |
| "Ya popala na lyubov"                      | 2005 | Semyon Gorov                 | [ 30 ]     |
| "Hop Hop Hop" (with Renia Paczkowska)      | 2005 | Semyon Gorov                 | [ 31 ]     |
| "Tralli-Valli"                             | 2005 | Alexandr Filatovich          | [ 32 ]     |
| "Khorosho krasavitsam"                     | 2005 | Alexandr Filatovich          | [ 33 ]     |
| "Beri vsyo"                                | 2006 | Alexandr Igudin              | [ 34 ]     |
| "A ya smeyus"                              | 2006 | Semyon Gorov                 | [ 35 ]     |
| "Dancing Lasha Tumbai"                     | 2007 | Semyon Gorov                 | [ 36 ]     |
| "Кiss Please"                              | 2007 | Alan Badoev                  | [ 37 ]     |
| "Doremi"                                   | 2008 | Alan Badoev                  | [ 38 ]     |
| "Evro Vision Queen"                        | 2008 | Pavel Novikov & Semyon Gorov | [ 39 ]     |
| "Essen (Tim-Tim Taram)"                    | 2008 | Viktor Skuratovsky           | [ 40 ]     |
| "Je propozytsiya"                          | 2022 | Oleh Zborovskii              | [ 41 ]     |

| Cím                                 | Év   | Rendező            | Hivatkozás |
| ----------------------------------- | ---- | ------------------ | ---------- |
| "Kukla"                             | 2005 | Alan Badoev        | [ 42 ]     |
| "Posle Tebya"                       | 2006 | Alan Badoev        | [ 43 ]     |
| "Blago daryu" (Olga Gorbacsjovával) | 2013 | Vjacseszlav Melnik | [ 44 ]     |

## Fordítás
Ez a szócikk részben vagy egészben  a   Verka Serduchka discography című angol Wikipédia-szócikk ezen változatának fordításán alapul.  Az eredeti cikk szerkesztőit annak laptörténete sorolja fel. Ez a jelzés csupán a megfogalmazás eredetét és a szerzői jogokat jelzi, nem szolgál a cikkben szereplő információk forrásmegjelöléseként.